# Bernardo Sandoval Rojas
Bernardo Sandoval Rojas (Aranda de Duero, 20 de abril de 1546 - Madrid, 7 de dezembro de 1618) foi um cardeal do século XVII

## Biografia
Nasceu em Aranda de Duero em 20 de abril de 1546. Ele foi o segundo dos seis filhos de Hernando de Rojas y Sandoval e María de Chacón de Guevara. Os outros irmãos eram Diego ( comendador de Almodovar), Gonzalo Chacón ( comendador de Almodovar), Isabel, Magdalena (prioresa do convento Santo Domingo el Real de Madrid) e Marí;a Chacón (freira). Tio (1) do cardeal Francisco Gómez Rojas de Sandoval (1618), duque de Lerma. Parente distante do cardeal Baltasar Moscoso y Sandoval(1599). Após sua elevação ao cardinalato, ele inverteu a ordem de seus sobrenomes para agradar seu sobrinho que havia proposto e apoiado sua promoção. Ele também está listado como de Sandoval y de Rojas; e apenas como Bernardo de Sandoval.
Estudou na Universidade de Alcalá de Henares ( bachiller , 18 de junho de 1566; licenciatura, 25 de outubro de 1567; doutorado em artes, 3 de novembro de 1567); e na Universidade de Salamanca (licenciado em teologia, 24 de julho de 1576). Por causa da saúde delicada e da visão defeituosa, seu tio comutou o dever de dizer o ofício divino para outras devoções.
Recebeu a tonsura de seu tio, Cristóbal de Rojas y Sandoval, bispo de Oviedo, em 13 de novembro de 1555, a fim de permitir-lhe obter benefícios eclesiásticos. Cônego do capítulo da catedral de Sevilha, 4 de junho de 1574. Recebeu o subdiaconato de seu tio Cristóbal, então arcebispo de Sevilha, na igreja do mosteiro de El Escorial, 5 de junho de 1576. Posteriormente, arcediago de Ecija, arquidiocese de Sevilha; e também governador da arquidiocese, apesar da pouca idade.
Eleito bispo de Ciudad Rodrigo, em 8 de janeiro de 1586. Consagrado, em 20 de abril de 1586, em Sevilha, pelo cardeal Rodrigo de Castro, arcebispo de Sevilha. Transferido para a sede de Pamplona em 16 de março de 1588. Celebrou um sínodo em 1590 para aplicar as disposições do Concílio de Trento. Transferido para a Sé de Jaén, em 29 de abril de 1596.
Criado cardeal sacerdote no consistório de 3 de março de 1599. Promovido à sé metropolitana de Toledo, em 19 de abril de 1599. Recebeu o barrete vermelho e o título de S. Anastácia, em 26 de fevereiro de 1601. Não participou do conclave de março de 1605, que elegeu o Papa Leão XI. Não participou do conclave de maio de 1605, que elegeu o Papa Paulo V. Chanceler supremo de Castela. Conselheiro real. Inquisidor Geral da Espanha, 1608-1618. Foi protetor de Miguel de Cervantes y Saavedra, autor de Dom Quixote; em 1615, no prólogo da segunda parte da obra, o autor agradece ao cardeal por sua "suma caridad". Ele também apoiou outros autores famosos como Vicente Espinel, Francisco de Quevedo y Villegas, Fray Luis de Leó;n, Luis de Góngora, Domenikos Teotocopoulos (El Greco) e Lope Félix de Vega Carpio. Fundou o convento cisterciense de San Bernardo em Alcalá de Henaros, tendo encarregado da sua construção o arquitecto Juan Gómez de Mora.
Morreu em Madrid em 7 de dezembro de 1618, de repente. Transferido para Toledo e sepultado na capela Sagrario de sua catedral metropolitana